# 湯元健一
湯元 健一（ゆもと けんいち、男性、1984年12月4日 - ）は、日本の元レスリング選手（60kg級）。和歌山県和歌山市出身。日本体育大学助手。2008年北京オリンピック銀メダリスト。和歌山県立和歌山工業高等学校、日本体育大学卒業。身長165cm。
双子の弟・湯元進一（自衛隊）はロンドンオリンピックフリースタイル55kg級銅メダリスト。北京オリンピックでは兄健一の練習パートナーを務めた。

## 来歴
2007年1月28日、天皇杯全日本レスリング選手権大会 男子フリースタイル60kg級に出場し、決勝で井上謙二を下し優勝を果たした。なお、山本"KID"徳郁が出場し注目を集めた大会・階級でもあった。
2008年5月、ポーランドのワルシャワで開催された北京オリンピック出場権獲得予選最終ステージ第2戦にて男子フリースタイル60kg級で優勝を果たし、五輪出場権を獲得した。
2008年6月、明治乳業杯全日本選抜選手権 男子フリースタイル60kg級に出場するも、初戦で敗退となった。同級で優勝した高塚紀行とのプレーオフに勝利し北京五輪代表に決定した。また、同選手権フリースタイル55kg級では弟・進一が優勝を果たした。
2008年8月、北京オリンピックレスリング男子フリースタイル60kg級に出場し、銅メダルを獲得した。
2009年4月より綜合警備保障に入社し、レスリング部に入部する。
2011年9月、トルコのイスタンブールで開催された2011年レスリング世界選手権男子フリースタイル60kg級で銅メダルを獲得し、ロンドンオリンピックの日本の出場枠を獲得した。同年12月、湯元が優勝すればロンドンオリンピック日本代表の座が確定する日本選手権に挑んだが、2回戦で敗れて出場者確定は2012年春開催の国内プレーオフに持ち越された。4月7日、東京・駒沢体育館での日本代表最終選考プレーオフで前田翔吾を破ってロンドン五輪代表に決定した。しかし、ロンドン五輪では男子フリースタイル60kg級の3位決定戦でアメリカのコールマン・スコットに破れ5位となった（銅メダルが2人いるため）。
2013年3月20日、現役を引退したことが明らかになった。同年4月、レスリング日本代表のコーチに就任した。2016年4月、日本文理大学レスリング部のコーチに就任した。
2017年には北京オリンピック銀メダリストのワシル・フェドルイシンがドーピング違反で失格したために、湯元が銀メダルに繰り上がった。

## 主な戦績
2001年
- アジア・カデット選手権 4位

2002年
- 全国高校選抜大会 優勝
- インターハイ 優勝

2003年
- 東日本学生秋季新人戦60kg級 優勝

2004年
- アジア・ジュニア選手権 3位
- 全日本選手権 3位

2005年
- 全日本選抜選手権 優勝
- 全日本選手権 優勝
- 世界選手権 13位

2006年
- 全日本選抜選手権 4位
- 全日本選手権 優勝

2007年
- 全日本選抜選手権 準優勝
- 全日本選手権 準優勝
- 世界選手権 22位
- ベログラゾフ国際大会 3位

2008年
- 北京オリンピック 2位

2011年
- 世界選手権 3位

2012年
- ロンドンオリンピック 5位

## 新聞
- ニュース和歌山 - 連載記事「夢舞台 北京へ、湯元健一の挑戦」掲載